# Henk Wanink
Henk Wanink (Den Haag, 6 februari 1910 - Rotterdam, 7 december 1990) was een Nederlands fotograaf die vanaf circa 1955 als fotograaf werkzaam was voor het Bouwcentrum in Rotterdam.

## Leven en Werk

### Jeugd
Hendrik (Henk) Wanink werd in Den Haag geboren als oudste zoon van Gerrit Hendrik Wanink (1878-1960) en Theodora Gerarda Arnold. Vader Gerrit Hendrik Wanink was (hoofd)onderwijzer aan een lagere school in Den Haag. Hij was overtuigd socialist en zette zich in voor het Openbaar Onderwijs in Nederland. Henk Wanink groeide op met zijn zes jaar jongere broer Anthonie (Tonie) in Scheveningen. Vanaf de twintiger jaren fotografeerde hij met de familiecamera in en rond zijn ouderlijk huis en in de duinen.

### Kunstacademie
Na de middelbare school ging Wanink in 1928 naar de Koninklijke Academie in Den Haag. In 1930 behaalde hij zijn examen Handtekenen voor het lager onderwijs en in 1933 zijn akte voor het middelbaar onderwijs. Ook volgde hij hier lessen aan de in 1930 opgerichte afdeling Reclame-ontwerpen.
In 1929 nam Wanink deel aan een tentoonstelling van vereniging "De Zuil", met werk van leerlingen van de afdeling M.O. tekenen aan de Haagse academie, in Museum Scheurleer. In 1930 had de vereniging een tentoonstelling in de Volksuniversiteit in Den Haag, waar Wanink exposeerde met landschappen en een naaktstudie.

### Gemeenschapshuis Voorburg
In 1935 stond Wanink als drukker geregistreerd in Den Haag en woonde hij aanvankelijk aan de Laan van Meerdervoort, tot hij in datzelfde jaar verhuisde naar een 'gemeenschapshuis' in Voorburg. Begin 1935 was een groep politiek en vakmatig gelijkgestemde studenten van de academie op zoek gegaan naar een huis om gezamenlijk te bewonen. Dit werd gevonden in Voorburg, aan de Koningin Wilhelminalaan 308c. Initiatiefnemers van de commune waren onder anderen Emmy Andriesse, Jan Eduard Kann en Epi Jumpertz (Eva) Loeb. Andere bewoners waren onder anderen Hans (Johanna) IJzerman, Herman Gerlings, Bram Koomen en Lex Metz.
Ook onderwijzer en Spanjestrijder Willem Cornelis de Lathouder en Eberhard Rebling woonden rond dezelfde tijd in het gemeenschapshuis. Regelmatige bezoekers waren, naast docenten van de academie, onder anderen student geneeskunde Ben Polak en Wim Brusse, medestudent aan de kunstacademie.

### Den Haag
Een deel van de bewoners, onder wie Wanink, verhuisde in 1937 naar het Communistisch Gemeenschapshuis in de Bankastraat 131 in Den Haag. Op dit adres stond hij in 1938 in het telefoonboek vermeld als reclameontwerper.
Eind 1938 verhuisde Wanink naar de Vondelstraat in Den Haag en stond hij geregistreerd als leraar tekenen in het middelbaar onderwijs.
In 1944 trouwde hij met Lies (Elizabeth Theresia) Pierôt, met wie hij enkele jaren later een dochter kreeg.

### Bouwcentrum
Vanaf circa 1955 was Wanink als fotograaf in dienst van het Bouwcentrum in Rotterdam.
Het gezin verhuisde in 1958 naar Rotterdam.
Henk Wanink overleed 7 december 1990 in Rotterdam.